# Саудівська Аравія на літніх Олімпійських іграх 2004
Саудівська Аравія брала участь у Літніх Олімпійських іграх 2004 року в Афінах (Греція) увосьме за свою історію, але не завоювала жодної медалі.